# Dorothea Schöne
Dorothea Schöne (* 1977 in Berlin) ist eine deutsche Kunsthistorikerin.

## Leben und Wirken
Dorthea Schöne studierte Kunstgeschichte, Politische Wissenschaften und Philosophie an der Universität Leipzig. Als Stipendiatin am Los Angeles County Museum of Art bereitete sie die Ausstellung „Deutsche Kunst und Kalter Krieg“ mit vor, die dann auch in Nürnberg und Berlin gezeigt wurde. Sie promovierte 2015 an der Universität Hamburg zum Thema „Berliner Nachkriegsmoderne“. Sie ist künstlerische Leiterin des Kunsthauses Dahlem.